# Favus
El favus, también llamado tiña fávica, es una enfermedad de la piel de carácter crónico, que puede estar producida por varias especies de hongos dermatofitos, principalmente Trichophyton schöenleinii, también Trichopyton violaceum y Microsporum gypseum. Afecta sobre todo al cuero cabelludo, por lo que se considera una variedad de tiña capitis (es su forma más grave). Es transmisible de persona a persona y suelen producirse pequeñas epidemias que afectan a áreas rurales. La enfermedad, si no recibe tratamiento, se hace crónica, pudiendo persistir toda la vida en el individuo afectado, provocando pérdida de cabello de carácter permanente y no recuperable (alopecia cicatricial). Actualmente el favus es poco frecuente en Europa y Estados Unidos, pero sigue existiendo en determinadas zonas de África, Oriente medio e India.

## Historia
En el año 1839, Johann Lukas Schönlein descubrió que el favus estaba causado por una infección de la piel debida a hongos. David Gruby en 1841 realizó una comunicación a la Academia de Ciencias de París describiendo la transmisión de la infección entre personas. Robert Remak en 1842 logró cultivar el agente infeccioso en rebanadas de manzana y lo nombró como Achorion schöenleinii en homenaje a Johann Lucas Schönlein.

## Descripción
La enfermedad comienza con descamación difusa del cuero cabelludo, donde se produce una inflamación profunda del folículo piloso. Evoluciona a la formación de pústulas
y costras que acaban por provocar la producción de masas densas de color amarillento que se conocen como escudete o cazoleta favica.